# Evan Williams (squash)
Pour les articles homonymes, voir Evan Williams et Williams.
Evan Williams, né le 20 septembre 1989 à Rotorua, est un joueur professionnel de squash représentant la Nouvelle-Zélande. Il atteint en juin 2021 la 67e place mondiale sur le circuit international, son meilleur classement. Il est champion de Nouvelle-Zélande en 2020.

## Biographie
Il devient le premier joueur néo-zélandais à remporter tous les titres nationaux en jeune. Il participe aux championnats du monde 2016 comme lucky loser mais échoue au premier tour face à Stephen Coppinger. Il est champion de Nouvelle-Zélande en 2020, bénéficiant de l'absence de Paul Coll, vainqueur des cinq dernières éditions, engagé au Qatar Classic 2020.

## Palmarès

### Titres
- Championnat de Nouvelle-Zélande : 2020

### Finales
- Championnat de Nouvelle-Zélande : 2 finales (2010, 2018)